# Гірськомарійська Вікіпедія
Гірськомарійська Вікіпедія (гірськомар. Кырык мары Википеди) — розділ Вікіпедії гірськомарійською мовою. Створена у 2010 році. Гірськомарійська Вікіпедія станом на 26 березня 2025 року містить 10 432 статті, 11 575 зареєстрованих користувачів, 14 активних дописувачів, 1 адміністратора
. Загальна кількість сторінок в гірськомарійській Вікіпедії — 20 666, редагувань — 106 736, мультимедійні файли відсутні
. Глибина (рівень розвитку мовного розділу) гірськомарійської Вікіпедії дуже мала і становить лише 5 пунктів
. 

## Історія
- Липень 2015 — створена 10 000-на стаття[2].